# Tilapiafleck

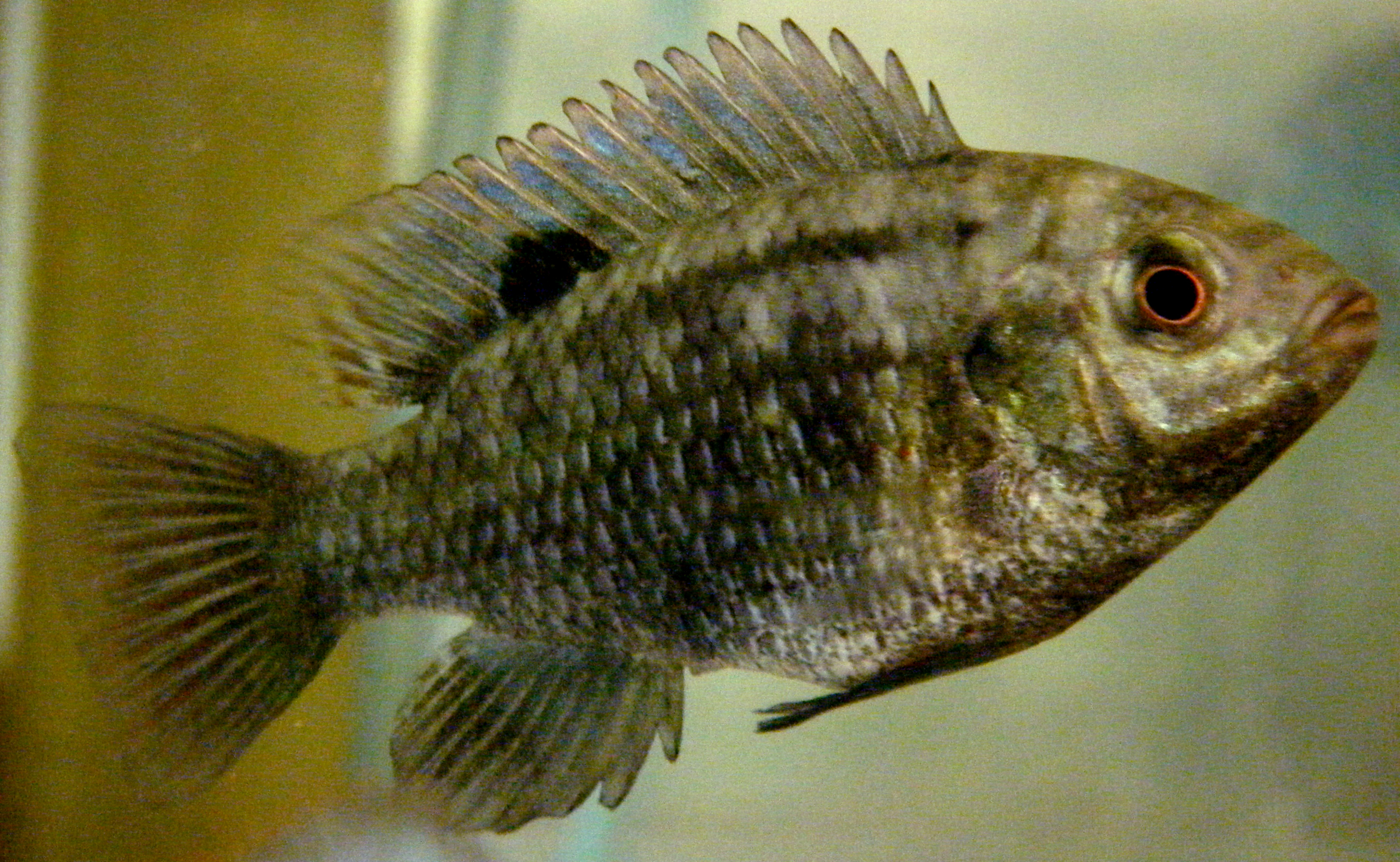
Jungfisch von Tilapia sparrmanii mit typischem Tilapiafleck in der hinteren Rückenflossenhälfte

Der Tilapiafleck ist ein schwärzlicher runder Fleck, den junge Buntbarsche der afrikanischen Gattungen Coptodon, Heterotilapia, Pelmatolapia, Tilapia, Oreochromis, Sarotherodon und Stomatepia während ihrer Jungfischphase zeigen. Er liegt zwischen dem hartstrahligen und dem weichstrahligen Teil der Rückenflosse und verschwindet mit zunehmendem Wachstum. Ab einer Länge von 12 cm ist er bei allen Arten nicht mehr sichtbar. Der Tilapiafleck dient als Signalfleck, hilft den Jungfischschwärmen beim Zusammenbleiben und macht Jungfische gegenüber den Alttieren kenntlich. Fische, die den Tilapiafleck zeigen, werden noch nicht als Konkurrent angesehen und nicht aus den Revieren der territorialen Buntbarsche verdrängt.

## Quelle
- Hans J. Mayland: Der Malawisee und seine Fische. Landbuch-Verlag, Hannover 1982, ISBN 3-7842-0257-8, S. 310–311.